# Saison 2018 de l'équipe cycliste Bahrain-Merida
La saison 2018 de l'équipe cycliste Bahrain-Merida est la deuxième de cette équipe.

## Préparation de la saison 2018

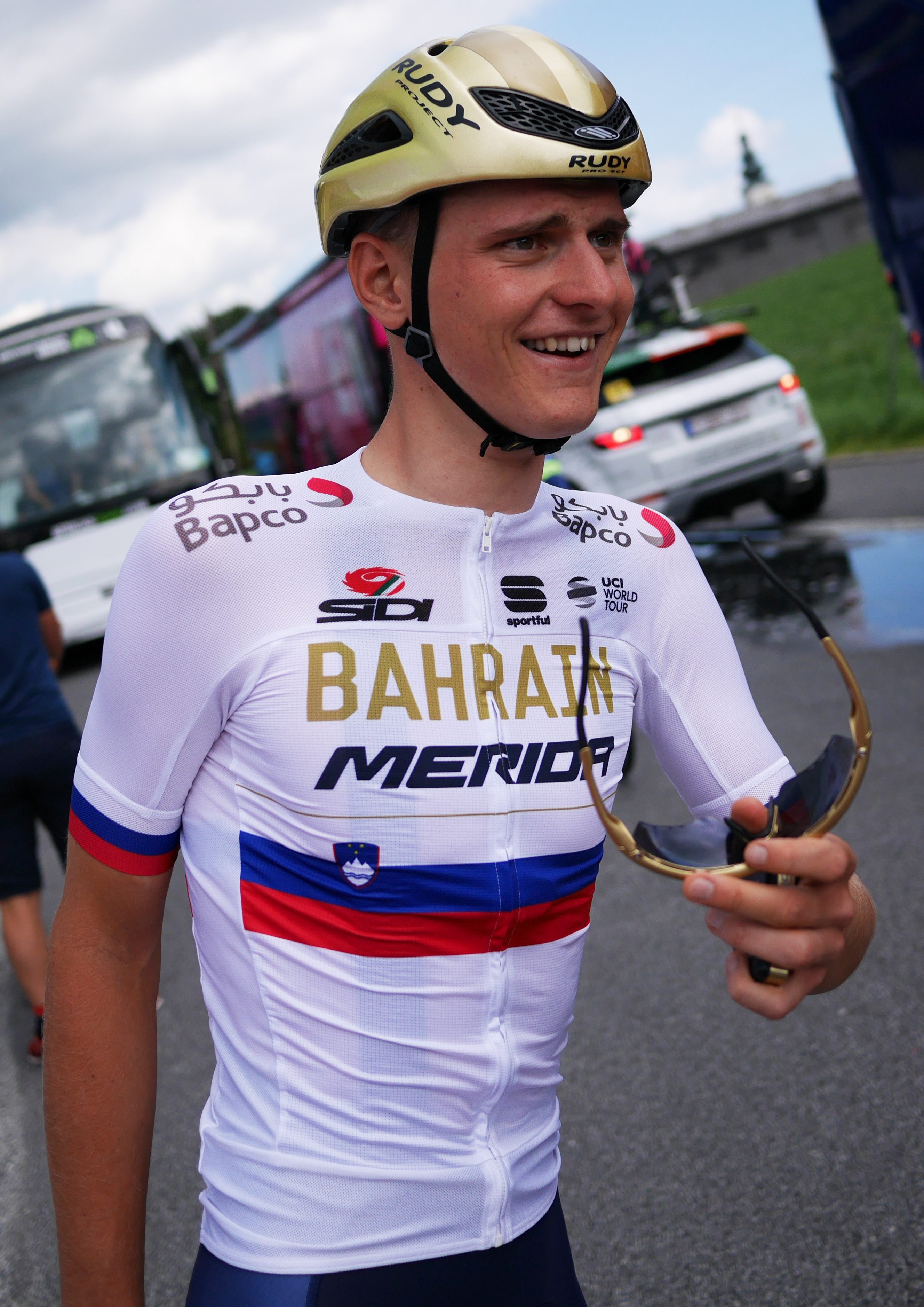
Matej Mohoric, Tour d'Autriche 2018.

### Sponsors et financement de l'équipe
L'équipe est financée principalement par un consortium d'entreprises bahreïniennes, la plus importante étant la Bahrain Petroleum Company (BAPCO), qui se sont engagées pour trois ans. L'intention du prince Nasser ben Hamed Al Khalifa de créer ou reprendre une équipe cycliste financée par le royaume du Bahreïn a été annoncée en début d'année 2016, et la famille royale Al Khalifa a officialisé en juillet 2016 son soutien ainsi que le lancement de l'équipe en 2017,. Selon le manager général de Brent Copeland, l'objectif est de faire connaître Bahreïn « en termes de tourisme et de responsabilité sociale », et de faire découvrir la pratique du cyclisme aux Bahreïniens.
L'entreprise taïwanaise Merida Bikes est sponsor-titre et fournisseur de cycles.
Le maillot de l'équipe est semblable à celui de l'année précédente. Créé par la société Sportful, il est majoritairement rouge, afin de rappeler la couleur du drapeau de Bahreïn. Une bande noire traverse le torse. Les manches sont bleu marine, et arborent une ligne verte en référence la marque Merida. Contrairement au maillot de 2017, celui de 2018 n'a pas de col. Le drapeau de Barheïn passe par conséquent au bas du dos, avec le sigle de l'équipe, « TBM »,,.

### Arrivées et départs
Six coureurs sont recrutés. La principale arrivée est celle de Domenico Pozzovivo, engagé pour aider Vincenzo Nibali et être le deuxième leader de l'équipe dans les grands tours. Gorka Izagirre rejoint son frère Ion et renforce Bahrain-Merida pour les courses d'une semaine. Kristjan Koren consolide quant à lui l'effectif pour les classiques. Hermann Pernsteiner, issu du VTT, vient remplacer Ondřej Cink qui, après des débuts sur route prometteurs, n'a pas souhaité poursuivre son expérience et retourne au VTT. Les deux dernières recrues sont Matej Mohorič, champion du monde juniors en 2012 et espoirs en 2013, et qui a déjà couru sous la direction de Copeland chez Lampre, et Mark Padun, stagiaire de l'équipe en 2017 et plus jeune coureur de l'effectif.
Outre Ondřej Cink, quatre coureurs quittent l'équipe. Tsgabu Grmay est recruté par Trek-Segafredo. Javier Moreno part chez Delko-Marseille Provence-KTM où il aura davantage de responsabilités. Non conservé, Jon Ander Insausti revient chez Euskadi Basque Country-Murias. Janez Brajkovič n'a pas non plus été conservé par Bahrain-Merida.
| Arrivées            | Équipe 2017       |
| ------------------- | ----------------- |
| Gorka Izagirre      | Movistar          |
| Kristjan Koren      | Cannondale-Drapac |
| Matej Mohorič       | UAE Emirates      |
| Mark Padun          | Colpack           |
| Hermann Pernsteiner | Amplatz-BMC       |
| Domenico Pozzovivo  | AG2R La Mondiale  |

| Départs            | Équipe 2018                     |
| ------------------ | ------------------------------- |
| Janez Brajkovič    |                                 |
| Ondřej Cink        | Primaflor-Mondraker-Rotor (VTT) |
| Tsgabu Grmay       | Trek-Segafredo                  |
| Jon Ander Insausti | Euskadi Basque Country-Murias   |
| Javier Moreno      | Delko-Marseille Provence KTM    |

### Objectifs
Bahrain-Merida compte essentiellement sur les grands tours pour briller cette saison. Après avoir fini sur le podium des Tours d'Italie et d'Espagne en 2017, Vincenzo Nibali fait l'impasse sur le Giro en 2018, bien que celui-ci passe par sa Sicile natale, pour se concentrer sur le Tour de France. Pour le manager de l'équipe, Brent Copeland, le but est de mener Nibali à la victoire : « C'est un coureur qui est monté sur le podium dix fois l'année dernière. C'est un coureur incroyablement régulier et je pense qu'il a de bonnes chances de gagner le Tour de France. Nous le soutiendrons, ainsi que son staff d'entraînement, afin qu'ils aient tout ce dont ils ont besoin pour qu'il se présente au Tour dans la meilleure forme possible. » Il doit également disputer les classiques ardennaises. En fin de saison, il pourrait faire du championnat du monde sur route un objectif et disputerait le Tour d'Espagne afin de s'y préparer. Domenico Pozzovivo est recruté à la fois comme deuxième leader pour les grands tours, et pour aider Nibali. À 35 ans, il garde l'ambition de terminer sur le podium du Giro.
Pour les classiques, l'équipe compte notamment sur Sonny Colbrelli, dont il est attendu qu'il continue de progresser dans ce domaine, sur Heinrich Haussler et Kristjan Koren, recruté à cette fin.

## Coureurs et encadrement technique

### Effectif
| Cycliste             | Date de naissance | Nationalité    | Équipe 2017       |  |
| -------------------- | ----------------- | -------------- | ----------------- |  |
| Valerio Agnoli       | 6 janvier 1985    | Italie         | Bahrain-Merida    |  |
| Yukiya Arashiro      | 22 septembre 1984 | Japon          | Bahrain-Merida    |  |
| Manuele Boaro        | 12 mars 1987      | Italie         | Bahrain-Merida    |  |
| Grega Bole           | 13 août 1985      | Slovénie       | Bahrain-Merida    |  |
| Niccolò Bonifazio    | 29 octobre 1993   | Italie         | Bahrain-Merida    |  |
| Borut Božič          | 8 août 1980       | Slovénie       | Bahrain-Merida    |  |
| Sonny Colbrelli      | 17 mai 1990       | Italie         | Bahrain-Merida    |  |
| Chun Kai Feng        | 2 novembre 1988   | Taipei chinois | Bahrain-Merida    |  |
| Iván García          | 20 novembre 1995  | Espagne        | Bahrain-Merida    |  |
| Enrico Gasparotto    | 22 mars 1982      | Italie         | Bahrain-Merida    |  |
| Heinrich Haussler    | 25 février 1984   | Australie      | Bahrain-Merida    |  |
| Gorka Izagirre       | 7 octobre 1987    | Espagne        | Movistar          |  |
| Ion Izagirre         | 4 février 1989    | Espagne        | Bahrain-Merida    |  |
| Kristjan Koren       | 25 novembre 1986  | Slovénie       | Cannondale-Drapac |  |
| Matej Mohorič        | 19 octobre 1994   | Slovénie       | UAE Emirates      |  |
| Ramūnas Navardauskas | 30 janvier 1988   | Lituanie       | Bahrain-Merida    |  |
| Antonio Nibali       | 23 septembre 1992 | Italie         | Bahrain-Merida    |  |
| Vincenzo Nibali      | 14 novembre 1984  | Italie         | Bahrain-Merida    |  |
| Domen Novak          | 12 juillet 1995   | Slovénie       | Bahrain-Merida    |  |
| Mark Padun           | 6 juillet 1996    | Ukraine        | Colpack           |  |
| Franco Pellizotti    | 15 janvier 1978   | Italie         | Bahrain-Merida    |  |
| David Per            | 13 février 1995   | Slovénie       | Bahrain-Merida    |  |
| Hermann Pernsteiner  | 7 août 1990       | Autriche       | Amplatz-BMC       |  |
| Luka Pibernik        | 23 octobre 1993   | Slovénie       | Bahrain-Merida    |  |
| Domenico Pozzovivo   | 30 novembre 1982  | Italie         | AG2R La Mondiale  |  |
| Kanstantsin Siutsou  | 9 août 1982       | Biélorussie    | Bahrain-Merida    |  |
| Giovanni Visconti    | 13 janvier 1983   | Italie         | Bahrain-Merida    |  |
| Meiyin Wang          | 26 décembre 1988  | Chine          | Bahrain-Merida    |  |

- Stagiaires

À partir du 1er août 2018
| Coureur          | Date de naissance | Nationalité     | Équipe précédente   |
| ---------------- | ----------------- | --------------- | ------------------- |
| Andrea Garosio   | 6 décembre 1993   | Italie          | D'Amico-Utensilnord |
| Maxim Pirard     | 31 juillet 1997   | Belgique        | -                   |
| Stephen Williams | 9 juin 1996       | Grande-Bretagne | SEG Racing Academy  |

### Encadrement
L'équipe Bahrain-Merida est dirigée par Brent Copeland. Le staff de directeurs sportifs a à sa tête Gorazd Štangelj, et est composé de Tristan Hoffman, Harald Morscher, Alberto Volpi et Rik Verbrugghe. Celui-ci intègre l'équipe en 2018.
Paolo Slongo, entraîneur « historique » de Vincenzo Nibali, dirige le groupe d'entraîneurs de Bahrain-Merida

## Bilan de la saison

### Victoires
| Date         | Course                                                  | Pays                | Classe | Vainqueur            |
| ------------ | ------------------------------------------------------- | ------------------- | ------ | -------------------- |
| 9 fév.       | 4e étape du Dubaï Tour                                  | Émirats arabes unis | 2.HC   | Sonny Colbrelli      |
| 4 mars       | Grand Prix de l'industrie et de l'artisanat de Larciano | Italie              | 1.HC   | Matej Mohorič        |
| 17 mars      | Milan-San Remo                                          | Italie              | 1.UWT  | Vincenzo Nibali      |
| 17 avr.      | 1re étape du Tour de Croatie                            | Croatie             | 2.HC   | Niccolò Bonifazio    |
| 19 avr.      | 3e étape du Tour de Croatie                             | Croatie             | 2.HC   | Kanstantsin Siutsou  |
| 20 avr.      | 5e étape du Tour des Alpes                              | Autriche            | 2.HC   | Mark Padun           |
| 21 avr.      | 5e étape du Tour de Croatie                             | Croatie             | 2.HC   | Manuele Boaro        |
| 22 avr.      | Classement général du Tour de Croatie                   | Croatie             | 2.HC   | Kanstantsin Siutsou  |
| 15 mai       | 10e étape du Tour d'Italie                              | Italie              | 2.UWT  | Matej Mohorič        |
| 22 mai       | 2e étape du Tour du Japon                               | Japon               | 2.1    | Grega Bole           |
| 26 mai       | 6e étape du Tour du Japon                               | Japon               | 2.1    | Grega Bole           |
| 1er juin     | 1re étape des Hammer Series Stavanger                   | Pays-Bas            | 2.1    | Bahrain-Merida       |
| 3 juin       | Grand Prix de Lugano                                    | Suisse              | 1.1    | Hermann Pernsteiner  |
| 11 juin      | 3e étape du Tour de Suisse                              | Suisse              | 2.UWT  | Sonny Colbrelli      |
| 24 juin      | Championnat d'Espagne sur route                         | Espagne             | CN     | Gorka Izagirre       |
| 24 juin      | Championnat de Slovénie sur route                       | Slovénie            | CN     | Matej Mohorič        |
| 7 juillet    | 1re étape du Tour d'Autriche                            | Autriche            | 2.1    | Matej Mohorič        |
| 8 juillet    | 2e étape du Tour d'Autriche                             | Autriche            | 2.1    | Giovanni Visconti    |
| 10 juillet   | 4e étape du Tour d'Autriche                             | Autriche            | 2.1    | Giovanni Visconti    |
| 13 juillet   | 7e étape du Tour d'Autriche                             | Autriche            | 2.1    | Antonio Nibali       |
| 14 juillet   | 8e étape du Tour d'Autriche                             | Autriche            | 2.1    | Giovanni Visconti    |
| 19 août      | Classement général du BinckBank Tour                    | Belgique            | 2.UWT  | Matej Mohorič        |
| 25 août      | 3e étape du Tour d'Allemagne                            | Allemagne           | 2.1    | Matej Mohorič        |
| 26 août      | Classement général du Tour d'Allemagne                  | Allemagne           | 2.1    | Matej Mohorič        |
| 16 septembre | Coppa Bernocchi                                         | Italie              | 1.1    | Sonny Colbrelli      |
| 27 septembre | 1re étape du Tour de la mer Noire                       | Turquie             | 2.2    | Ramunas Navardauskas |
| 29 septembre | Classement général du Tour de la mer Noire              | Turquie             | 2.2    | Ramunas Navardauskas |
| 11 octobre   | Tour du Piémont                                         | Italie              | 1.HC   | Sonny Colbrelli      |

### Résultats sur les courses majeures
Les tableaux suivants représentent les résultats de l'équipe dans les principales courses du calendrier international (les cinq classiques majeures et les trois grands tours). Pour chaque épreuve est indiqué le meilleur coureur de l'équipe, son classement ainsi que les accessits glanés par Cannondale-Drapac sur les courses de trois semaines.

#### Classiques
| Classique            | Milan-San Remo        | Tour des Flandres     | Paris-Roubaix           | Liège-Bastogne-Liège    | Tour de Lombardie    |
| -------------------- | --------------------- | --------------------- | ----------------------- | ----------------------- | -------------------- |
| Coureur (classement) | Vincenzo Nibali (1er) | Sonny Colbrelli (23e) | Heinrich Haussler (20e) | Domenico Pozzovivo (5e) | Vincenzo Nibali (2e) |

#### Grands tours
| Grand tour           | Tour d'Italie                      | Tour de France           | Tour d'Espagne    |
| -------------------- | ---------------------------------- | ------------------------ | ----------------- |
| Coureur (classement) | Domenico Pozzovivo (5e)            | Domenico Pozzovivo (18e) | Ion Izagirre (9e) |
| Accessits            | 1 victoire d'étape (Matej Mohorič) | -                        | -                 |